# Прелука (Алба)
Прелука (рум. Preluca) — село у повіті Алба в Румунії. Входить до складу комуни Скерішоара.
Село розташоване на відстані 340 км на північний захід від Бухареста, 72 км на північний захід від Алба-Юлії, 65 км на південний захід від Клуж-Напоки, 149 км на північний схід від Тімішоари.

## Населення
За даними перепису населення 2002 року у селі проживали 78 осіб, усі — румуни. Усі жителі села рідною мовою назвали румунську.